# Ахмад Мохтар Селат
Ахмад Мохтар Селат (малайск.  Ahmad Mokhtar Selat); (2 февраля 1948, Куала-Пилах — 21 января 2015, Куала-Лумпур) — малайзийский дипломат и педагог.

## Краткая биография
В 1971 г. окончил Университет Малайя. В 1986 получил звание магистра в Австралийском национальном университете, защитив диссертацию «Малайзийско-китайские отношения». 
Трудовую карьеру начал с должности заместителя секретаря Министерства иностранных дел Малайзии (1971).
В разные годы занимал различные дипломатические посты в Индии, Индонезии, Южной Корее, США, Кувейте (1988 - советник посольства), Венесуэле (1990 - поверенный в делах). В 1994-1996 гг. был директором программы подготовки кадров в Институте дипломатии и внешних связей МИД Малайзии. 
В 1996-1999 являлся послом Малайзии в Перу, где десять дней был в числе 200 заложников, которые были захвачены повстанческой группировкой «Революционное движение имени Тупака Амару» 19 декабре 1996 года во время приёма в японском посольстве в Лиме. Эти события описаны им в опубликованной в 1997 г. книге «Заложник группы Тупак Амару. Глазами малайзийского дипломата в Перу» . 
В 2000-2003 гг. он – заместитель генерального секретаря АСЕАН в Джакарте. В 2003-2005 - посол в Турции и по совместительству в Азербайджане и Туркмении. 
В дальнейшем на преподавательской работе: сначала в Университете Малайя (2006-2011), затем в Педагогическом университете имени султана Идриса (2011-2013). 
Был в числе 25 видных деятелей Малайзии, подписавших 8 декабря 2014 г. петицию премьер-министру Малайзии Наджибу Разаку с призывом отказаться от экстремистской риторики и прекратить обсуждение спорных вопросов применения исламских законов в стране.

## Семья
Жена Джелия Галим, дочь Мелор Хидая, сын Ризал Аффанди